# Генерал от артилерията (Руска империя)
Генерал от артилерията е второто най-високо генералско звание в Руската империя в периода 1796 – 1917 г.

## История
В историята на руската армия това е второто висше офицерско (генералско) звание в Руската империя, по-нисшестоящо само от званието генералисимус. До края на XVIIII век се използва званието генерал-аншеф.
Въведено е от император Павел I на 29 ноември 1796 г. Съответства на II клас от Таблицата на ранговете. Обръщението към носителя на званието е „Ваше високопревъзходителство“.
Генерал от артилерията може да заема генералска длъжност – инспектор на артилерията, командващ войските на военен окръг, командващ военни съединения (корпуси) и обединения (армии).
Званието е премахнато с декрет на СНК на 16 (29) декември 1917 г.